# Flegón de Trales
Flegón (en griego Φλέγων) fue un historiador griego del siglo II, nacido en Trales (Lidia).

## Obra
Liberto del emperador Adriano, su principal obra es Olimpíadas, un compendio histórico en 16 volúmenes, que abarca la historia de los Juegos Olímpicos desde su origen hasta el año 137. Otras obras son los tratados De las cosas maravillosas (Περὶ θαυμασίων), colección de los milagros antiguos, y De los casos de longevidad (Περὶ μακροβίων), en el que enumera los centenarios por él conocidos, dando, además, un extracto de oráculos sibilinos.